# Användare
En användare är en person som brukar och nyttjar något särskilt. Vanligen åsyftas någon som använder någon form av maskin eller elektronisk apparat. 
I datorteknik är en användare en människa eller programvaruagent som använder en dator, ett datorprogram eller ett datornätverk.
En användare kan, efter att ha identifierat sig med användarnamn och lösenord, få tillgång till ett användarkonto med privat data (exempelvis e-post) och egna inställningar. 
Inom programvaruutveckling är användaren den tänkta konsumenten av produkten, som ofta antas vara ointresserad av de tekniska detaljerna och därmed kräver att produkten är användarvänlig. Programvara har ofta flera olika typer av användare och att analysera deras behov är ett viktigt moment inom kravhantering.